# سيبريان بوبا
سيبريان بوبا (بالرومانية: Ciprian Popa)‏ هو راكب الكنو روماني، ولد في 15 يوليو 1980 في فاسلوي في رومانيا.

## وصلات خارجية
- سيبريان بوبا على موقع أوليمبيديا (الإنجليزية)